# Per il Futuro del Montenegro
Per il Futuro del Montenegro (in montenegrino e in serbo: За будућност Црне Горе/Za Budućnost Crne Gore) è una coalizione politica montenegrina, principalmente di ispirazione conservatrice e populista.

## Storia
La coalizione venne costituita in occasione delle elezioni parlamentari dell'agosto 2020. La lista comune della coalizione per le elezioni del 2020 venne guidata dal professore universitario montenegrino Zdravko Krivokapić.
Fino al 2023, i partiti che formavano questa coalizione erano parte di due alleanze: Fronte Democratico (Nuova Democrazia serba, Movimento per i Cambiamenti, Partito Popolare Democratico e Vero Montenegro), Movimento Popolare (Montenegro Unito, Partito dei Lavoratori, gruppo indipendente e anche alcuni partiti minori di destra, come DSJ e DSS) e Partito Popolare Socialista, che non faceva parte di nessuna alleanza, ma mantenne una stretta collaborazione con il Movimento Popolare. La coalizione è stata supportata anche da una serie di organizzazioni extraparlamentari minori come il Partito Radicale Serbo del Montenegro di estrema destra e il Partito Comunista Jugoslavo di estrema sinistra, oltre da alcune ONG nazionali e culturali serbe in Montenegro, vedi il Serb National Council of Montenegro.
Con lo scioglimento del Fronte Democratico nel 2023 e la separazione dal Movimento per i Cambiamenti, gli attuali partiti che compongono la coalizione sono: Nuova Democrazia serba, Partito Popolare Democratico e Partito dei Lavoratori.

## Risultati elettorali
| Elezione          | Voti    | %     | Seggi   |
| ----------------- | ------- | ----- | ------- |
| Parlamentari 2020 | 133.261 | 32,55 | 27 / 81 |
| Parlamentari 2023 | 44.603  | 14,76 | 13 / 81 |